# Givova
Givova es una marca italiana de ropa deportiva y expandida a otros segmentos textiles, fundada en 2008. Provee como marca deportiva a equipos de baloncesto, béisbol, rugby, balonmano, fútbol, fútbol sala y voleibol.

## Historia
Givova fue fundada el 22 de mayo de 2008 por Giovanni Acanfora, previamente activo en el mundo del material técnico deportivo. 

La compañía es el patrocinador técnico del Chievo y al Carpi, el equipo nacional de fútbol de Malta y en el pasado el equipo olímpico de Serbia en los Juegos Olímpicos de Londres 2012. También es un proveedor de algunos equipos de fútbol Hungría, Luxemburgo, Bosnia, Montenegro, Chipre y actualmente viste a Deportes Melipilla, Instituto de Córdoba y Gimnasia y Esgrima La Plata.
Desde 2011, Givova firmó una sociedad corporativa con los Scafati Basket, equipo de la Serie A2 Oeste, denominándolo «Givova Scafati».

## Polémicas

### Selección de Venezuela
El 25 de marzo de 2019, tras el partido amistoso que enfrentó a las selecciones de Venezuela y Cataluña, los jugadores de la selección de Venezuela Tomás Rincón y Salomón Rondón subieron a sus redes sociales publicaciones en las cuales mostraban su descontento con la marca italiana por su falta de profesionalismo debido a la mala calidad y la hora de dar el equipamiento deportivo pocos días antes del amistoso. Rincón, capitán del combinado venezolano, se expreso mediante su cuenta de Instagram:
Señores de @givova_official les hago llegar públicamente mi descontento con ustedes como marca deportiva en esta fecha FIFA que acaba de terminar.
Debido a sus vínculos de negocios con la FVF y el gobierno venezolano, se alegaron haberse visto afectados por un "bloqueo" al país. Posteriormente el problema se resolvió porque el producto ya estaba disponible pero debido a problemas logísticos de la marca patrocinante, no se proporcionó en el tiempo necesario para los amistosos de la selección Venezolana en Fecha FIFA.
Actualmente la marca viste a numerosos clubes deportivos en Italia, Europa y en algunos países de Latinoamérica.
En junio de 2023 la Federación Venezolana de Futbol, anuncia que la marca alemana Adidas será el nuevo proveedor oficial de la selección venezolana de Fútbol.